# Het idee van een ongecompliceerd leven met een man
 Het idee van een ongecompliceerd leven met een man   is een vertaalde roman van Helle Helle uit 2002, met de Deense titel Forestillingen om et ukompliceret liv med en mand.

## Verhaal
Susanne heeft drie dagdromen:
In de eerste leeft ze met een andere man. Ze brengen hun tijd door met aanrakingen, uitstapjes en winkelen. Ze zouden allebei werken, kinderen hebben en contact met vrienden en familie. Een nieuwe lamp boven de eettafel zou bespreekbaar zijn. 
In de tweede dagdroom schrijft ze wanhopig de necrologie van haar huidige vriend Kim.
De derde dagdroom is  het inrichten van hun kleine appartement, als Susanne er alleen zou wonen.
Het boek beschrijft de alledaagse beslommeringen van Susanne en Kim. Die komen in een ander daglicht te staan als haar hoogzwangere vriendin Ester de laatste maand van haar zwangerschap na een echtelijke ruzie in het te kleine appartement komt doorbrengen. Ester breekt haar pols, krijgt een gezonde dochter, verzoent zich met haar man Luffe en laat Susanne en Kim weer achter in hun appartement. Samen maken ze voorbereidingen voor een gezellig kerstfeest.
Het boek begint met het einde op 22 december, het plotseling overlijden van Kim.